# Latorica
Die Latorica (slowakisch; ukrainisch Латориця/Latoryzja; ungarisch Latorca) ist ein Fluss in der Westukraine (Oblast Transkarpatien) und der Ostslowakei im Einzugsgebiet der Theiß.

## Flusslauf

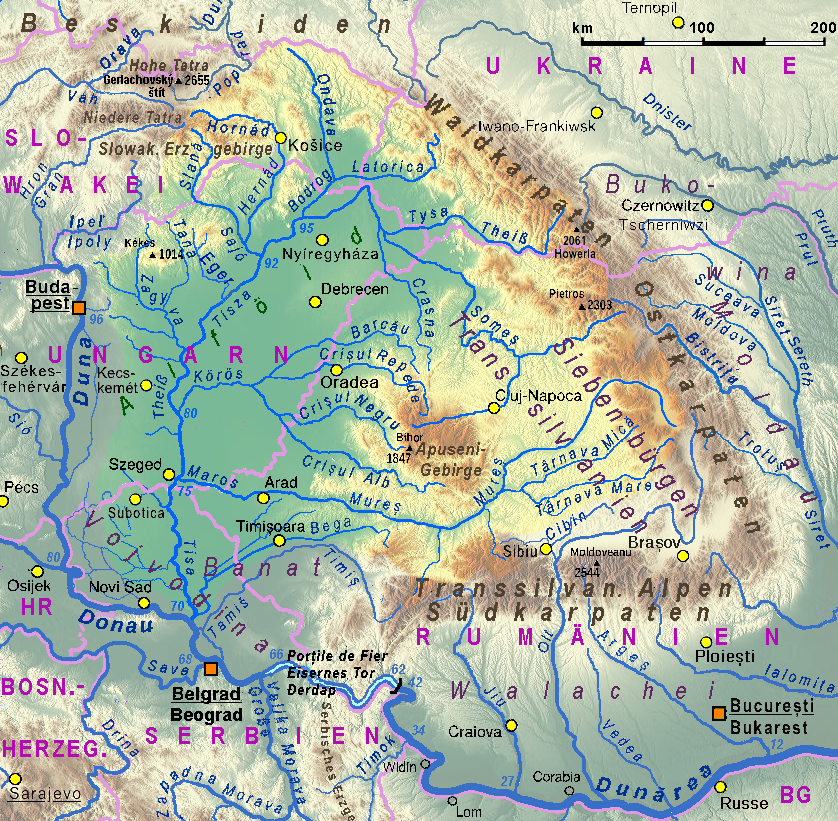
Verlauf der Latorica im Einzugsgebiet der Theiß

Sie entspringt nahe der Ortschaft Latirka im Rajon Wolowez in den Waldkarpaten, fließt dann in südliche Richtung bis zur Stadt Swaljawa, weiter in südwestliche Richtung nach Mukatschewo und von dort bis zur ukrainisch-slowakischen Grenze bei Solomonowo und Ptrukša in teils kanalisierter Form Richtung Westen. Auf slowakischem Staatsgebiet fließt die Latorica weiter durch das Ostslowakische Tiefland südlich von Veľké Kapušany und nördlich um die Stadt Kráľovský Chlmec herum bis zur Vereinigung mit dem Fluss Ondava, vorher mündet noch der Laborec in sie. Ab dem Zusammenfluss mit der Ondava heißt der Fluss Bodrog und fließt als solcher schließlich in Tokaj in Ungarn in die Theiß.
Die Gesamtlänge des Flusses beträgt 188 Kilometer (andere Zählweisen sprechen auch von 204 Kilometern) von denen 156,6 Kilometer (83 %) in der Ukraine und 31,4 Kilometer (17 %) in der Slowakei liegen. Das gesamte Wassereinzugsgebiet beträgt 3130 km², 94 % dieser Fläche befinden sich in der Ukraine. Bei der Stadt Tschop hat der Fluss einen mittleren Abfluss von 37 m³/s, am Zusammenfluss mit der Ondava sind es 86,8 m³/s.
Auf slowakischer Seite ist das Flussgebiet durch das 231,98 km² große Landschaftsschutzgebiet Latorica geschützt.